# Idioma sylheti
El dialecto silheti es una variedad lingüística del bengalí hablada principalmente en el noreste de Bangladés y el Valle de Borak en India. También en el Reino Unido, existen personas hablantes del dialecto silheti.
Para la mayoría de sus oradoras, forma el vernáculo diglosico mientras que el bengalí estándar actúa como el lecto codificado.
- Datos: Q2044560
- Multimedia: Sylheti language / Q2044560
- Guía turística: Guía de Sirote
- Libros y manuales: Sirote